# Solomon Levit
Solomon Grigorjevitj Levit, född 6 juli 1894, död 29 maj 1938, var en sovjetisk läkare och humangenetiker som avrättades i samband med Stalins utrensningar, i likhet med flera andra genetiker som motsatt sig Trofim Lysenkos läror.
Levit föddes i en judisk familj i Vilkomir och flyttade efter studentexamen till Petrograd där han inledningsvis studerade juridik och sedan medicin. Han tjänstgjorde inom militärsjukvården under Ryska inbördeskriget och tog 1921 sin läkarexamen, varefter han började arbeta vid universitetskliniken i Moskva. Levit var en kraftig motståndare till den förhärskande lamarckismen. 1928 började han arbeta vid Folkhälsokomissiariatets (Narkomzdrav) biomedicinska institut, och 1930 blev han chef för dess genetiska avdelning. Senare samma år valdes han och Izrail Agol ut för utbildning i USA hos Hermann Joseph Muller tack vare växtgenetikern Nikolaj Vavilovs kontakter. När Levit återvände till Sovjetunionen 1932 hade hans tjänst avskaffats men han blev föreståndare för ett nyskapat institut i Moskva, Maksim Gorkij-institutet för biomedicinsk forskning, från 1935 Maksim Gorkijs forskningsinstitut för medicinsk genetik.
I november 1936 anklagade kommunistpartiet Levit och Agol för att förespråka fascistiska idéer efter att en internationell genetikkonferens i Moskva hade inkluderat diskussioner om eugenik. Levits institut stängdes i början av 1937. Levit arresterades 11 januari 1938, förklarades vara en amerikansk spion och avrättades i Lubjankafängelset i maj samma år.